# Xincang, Zhejiang
Xincang är en köping i Kina. Den ligger i provinsen Zhejiang, i den östra delen av landet, omkring 110 kilometer nordost om provinshuvudstaden Hangzhou. Antalet invånare är 49 305. Befolkningen består av 25 004 kvinnor och 24 301 män. Barn under 15 år utgör 10,0 %, vuxna 15-64 år 77 %, och äldre över 65 år 11,0 %.
Närmaste större samhälle är Zhujing, 18,9 km norr om Xincang. Trakten runt Xincang består till största delen av jordbruksmark.
Genomsnittlig årsnederbörd är 1 729 millimeter. Den regnigaste månaden är juni, med i genomsnitt 295 mm nederbörd, och den torraste är november, med 71 mm nederbörd.